# Louis Antoine Macarel
Louis-Antoine Macarel (Orléans, 20 de Janeiro de 1790 — 24 de Março de 1851) foi um jurista, jurisconsulto, professor de Direito e conselheiro de Estado. Foi um dos fundadores da ciência e ensino da Direito Administrativo em França.

## Biografia
Seu pai era conselheiro do Tribunal de Orleães.
Foi nomeado em 1828 professor de Direito Administrativo na Faculdade de Direito da Universidade de Paris.
Em 1830 foi nomeado Maître des requêtes, um alto cargo da magistratura judicial.
Foi chamado por Jean-Pierre de Montalivet, então Ministro do Interior, para assumir a gestão da administração departamental e comunal, tendo nessas funções oportunidade de preparar várias importantes leis.
Em 1849 foi eleito pela Assembleia Nacional para membro do Conselho de Estado e eleito presidente da Comissão Parlamentar de Administração Bouillet .
Macarel publicou a partir de 1818 a obra Éléments de Jurisprudence administrative (Elementos de jurisprudência administrativa), que completou em 1828 com um tratado sobre os tribunais administrativos.
É autor da obra Éléments de droit politique (Elementos de direito político), publicado em Paris no ano de 1833, obra que foi influente no ensino do Direito e cuja primeira tradução para a língua portuguesa no Brasil foi publicada em 1842.
O seu sogro foi Clément Félix Champion de Villeneuve, último Ministro do Interior de Luís XVI de França.